# Henry Reinhold
Pour les articles homonymes, voir Reinhold.
Henry Reinhold (Dresde, vers 1690 - Londres, 1751) était un chanteur allemand.

## Biographie
Né à Dresde, Henry Reinhold montre dès le début des aptitudes pour la musique que sa famille décourage probablement. Mais il quitte secrètement Dresde pour suivre Haendel, un ami de son père, à Londres. Là, grâce à l'appui de Haendel, il se retrouve sous la protection de Frédéric de Galles qui plus tard, protégera aussi son fils aîné.
En 1731 Reinhold (aussi orthographié Reynholds), chante au Haymarket Theatre. Il chante dans la première représentation de l'opéra Arminio de Haendel à Covent Garden le 12 janvier 1737, et il crée ensuite des rôles de premier plan dans nombre des derniers opéras et des oratorios de Haendel.
Henry Reinhold est l'un des fondateurs, en 1738, de la Royal Society of Musicians. Quand la musique vocale est ajoutée aux autres attractions de Vauxhall Gardens en 1745, c'est un des premiers chanteurs engagés. Il meurt dans le quartier de Soho (Chapel Street) le 14 mai 1751 ; le 20 mai Garrick prête son théâtre pour un spectacle au profit de sa veuve et de ses enfants.
Selon certaines sources anciennes, dont le Dictionnaire de biographie nationale (1885-1900), Reinhold avait la réputation d'être le fils naturel de « l'archevêque de Dresde ». Pourtant, Dresde n'était pas le siège d'un archidiocèse catholique, ni d'ailleurs d'un diocèse à l'époque.
Son fils, Frédéric-Charles Reinhold, deviendra lui-même un chanteur renommé.

## Divers prénoms
Selon le registre d'inhumation, Reinhold se prénommait « Henry », mais il a été désigné comme « Theodore » par la Royal Society of Musicians, et « Thomas » par le Dictionary of National Biography (1885-1900).